# حزام أوسط

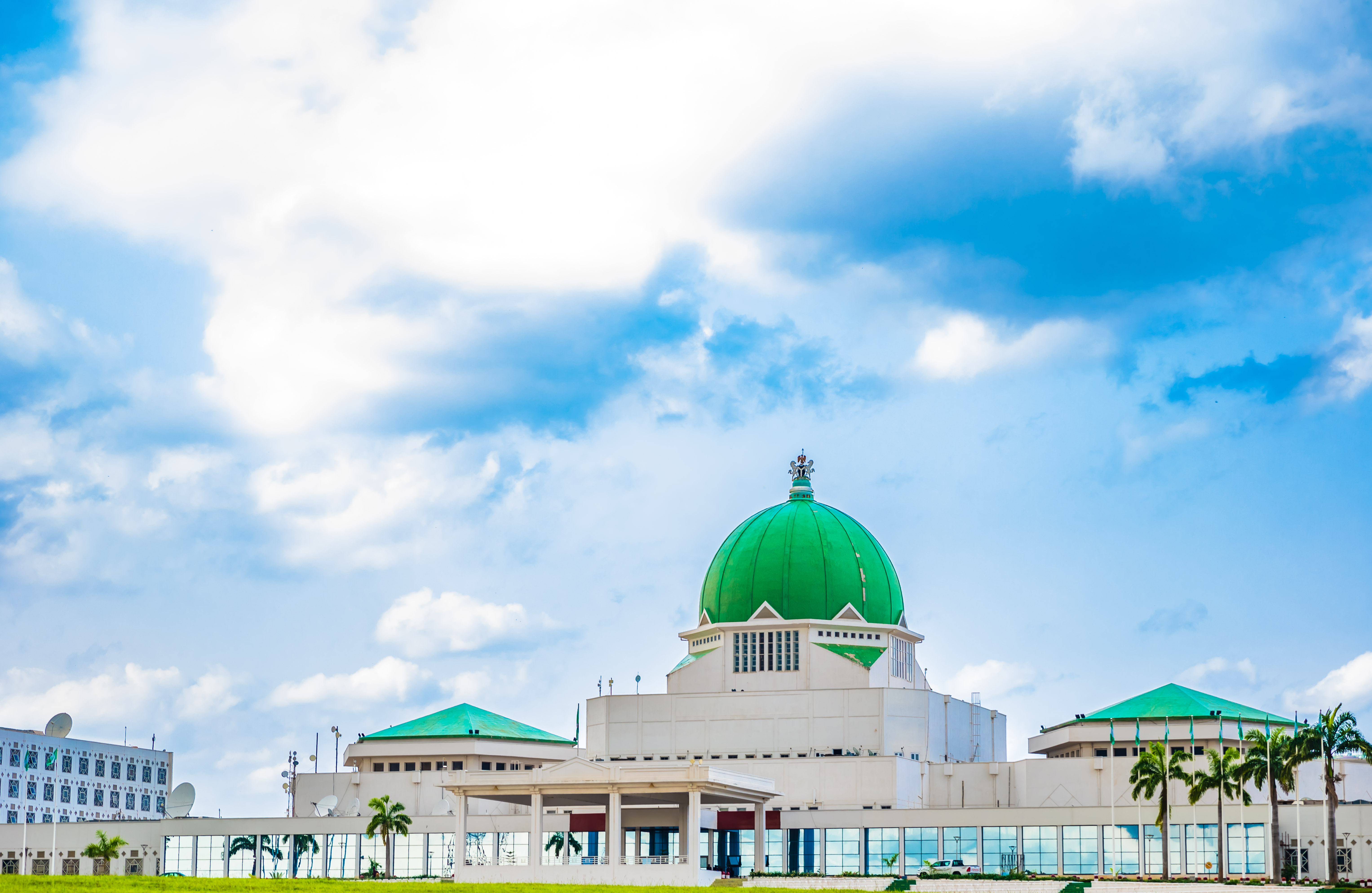

الحزام الأوسط هو مصطلح يستخدم في الجغرافيا البشرية لتمييز منطقة حزام تمتد عبر وسط نيجيريا طولياً وتشكل منطقة انتقالية بين شمال وجنوب نيجيريا. تتميز المنطقة بعدم وجود مجموعة عرقية أغلبية واضحة، وهي موقع منطقة العاصمة الإتحادية لنيجيريا. وتشكل سيادة لمجموعات الأقليات المتنوعة، وإلى حد ما، حاجزًا لغويًا عرقيًا في البلاد وتؤدي إلى الفصل بين الشمال المُسلم بشكل أساسي والجنوب ذي الأغلبية المسيحية. حيث تنقسم البلاد بين شمال فقير يسكنه غالبية مسلمة وجنوب غني أغلبيته من المسيحيين.
المنطقة هي تقارب لهذه المجالات الثقافية وتحافظ على درجة هائلة من التنوع العرقي اللغوي. اللغات الأفرو آسيوية والنيلية الصحراوية والنيجرية الكنغوية جميعها لغات منطوقة، وهي ثلاث من الأسر اللغوية الأفريقية الأساسية.